# Bernheze
Bernheze (anhörenⓘ) ist eine Gemeinde in der Provinz Noord-Brabant. Sie entstand 1994 durch den Zusammenschluss der bisherigen Gemeinden Heesch, Heeswijk-Dinther und Nistelrode, zunächst unter dem Namen Heesch. 1995 wurde die Gemeinde in Bernheze umbenannt.

## Ortsteile
Die Gemeinde Bernheze besitzt sechs offizielle Ortsteile: Heesch (mit dem Rathaus), Heeswijk-Dinther, Nistelrode, Vorstenbosch, Loosbroek und Vinkel.

## Politik
Die christdemokratische Partei CDA gewann die Kommunalwahl im Jahre 2018 mit 23,1 % der Stimmen. Neben dieser Partei besteht die Koalition in der Legislaturperiode 2018–2022 aus Lokaal und SP.

### Gemeinderat
Der Gemeinderat wird seit der Gründung von Bernheze folgendermaßen gebildet:
| Partei                                | Sitze | Sitze | Sitze | Sitze | Sitze | Sitze | Sitze | Sitze |
| Partei                                | 1993  | 1998  | 2002  | 2006  | 2010  | 2014  | 2018  | 2022  |
| ------------------------------------- | ----- | ----- | ----- | ----- | ----- | ----- | ----- | ----- |
| CDA                                   | 8     | 6     | 6     | 5     | 6     | 5     | 6     | 7     |
| Lokaal a                              | –     | –     | –     | –     | –     | 4     | 5     | 5     |
| D66                                   | 2     | 0     | –     | –     | –     | 3     | 3     | 3     |
| SP                                    | 2     | 2     | –     | 2     | 3     | 4     | 3     | 3     |
| Progressief Bernheze                  | 2     | 4     | 3     | 3     | 3     | 2     | 2     | 2     |
| VVD                                   | 1     | 1     | 2     | 2     | 1     | 1     | 2     | 2     |
| 50PLUS                                | –     | –     | –     | –     | –     | –     | –     | 1     |
| Politieke Partij Blanco               | –     | –     | –     | –     | –     | 2     | 2     | –     |
| Bernheze Solidair a c                 | –     | 3     | 3     | 3     | 3     | –     | –     | –     |
| Onafhankelijke Politieke Groepering a | 1     | 1     | 2     | 3     | 3     | –     | –     | –     |
| Algemeen Belang Bernheze a            | –     | 3     | 4     | 3     | 2     | –     | –     | –     |
| BZB ’98                               | –     | 1     | 1     | –     | –     | –     | –     | –     |
| 6KERN                                 | –     | 0     | –     | –     | –     | –     | –     | –     |
| Lijst Geurden                         | 2     | –     | –     | –     | –     | –     | –     | –     |
| Rosmalen van de Rakt Politiek         | 2     | –     | –     | –     | –     | –     | –     | –     |
| Dorpsbelangen                         | 1     | –     | –     | –     | –     | –     | –     | –     |
| Gesamt                                | 21    | 21    | 21    | 21    | 21    | 21    | 23    | 23    |

Anmerkungen

### Kollegium von Bürgermeister und Beigeordneten
Die Koalitionsparteien CDA, Lokaal und SP sind mit jeweils einem Beigeordneten im College van burgemeester en wethouders zugegen. Folgende Personen gehören zum Kollegium und sind in folgenden Bereichen zuständig:
| Funktion         | Name                | Partei | Ressort | Anmerkung                                 |
| ---------------- | ------------------- | ------ | --- | ----------------------------------------- |
| Bürgermeister    | Mark de Man         | VVD    | öffentliche Ordnung und Sicherheit, regionale Zusammenarbeit, Kommunikation und Dienstleistung, Personalangelegenheiten/Organisation, Durchsetzung des Gaststättengesetzes | seit dem 24. Januar 2024 im Amt           |
| Beigeordnete     | Peter van Boekel    | CDA    | räumliche Entwicklung, Wohnungswesen, öffentlicher Raum, Kanalisation und Gewässer, Natur und Landschaft, Erholung und Tourismus | erster Stellvertreter der Bürgermeisterin |
| Beigeordnete     | Rien Wijdeven       | Lokaal | Finanzen, wirtschaftliche Angelegenheiten, Innovation und Nachhaltigkeit, Reinigung und Umwelt, Durchsetzung der Bereiche Umwelt sowie Bauen und Wohnen, Sport, Grundfragen, soziale Immobilien, Denkmäler, Informationstechnik, Mobilität/Transport und Verkehr, Partizipationsgesetz, gesellschaftliche Angelegenheiten | –                                         |
| Beigeordnete     | Rein van Moorselaar | SP     | Jugend- und Nachwuchspolitik, Sozialhilfegesetz, Wohl, Gesundheitswesen, Altenpolitik, Freiwilligenpolitik, Bildung, Schülertransport, Einwohnerpartizipation, Kunst und Kultur | –                                         |
| Gemeindesekretär | Noud Bex            | —      | — | seit Januar 2008 im Amt                   |

## Veranstaltungen
Im Jahr 2006 fand im Ortsteil Heeswijk das 15. Europaschützenfest statt, eine Veranstaltung der Europäischen Gemeinschaft Historischer Schützen.

## Sehenswürdigkeiten

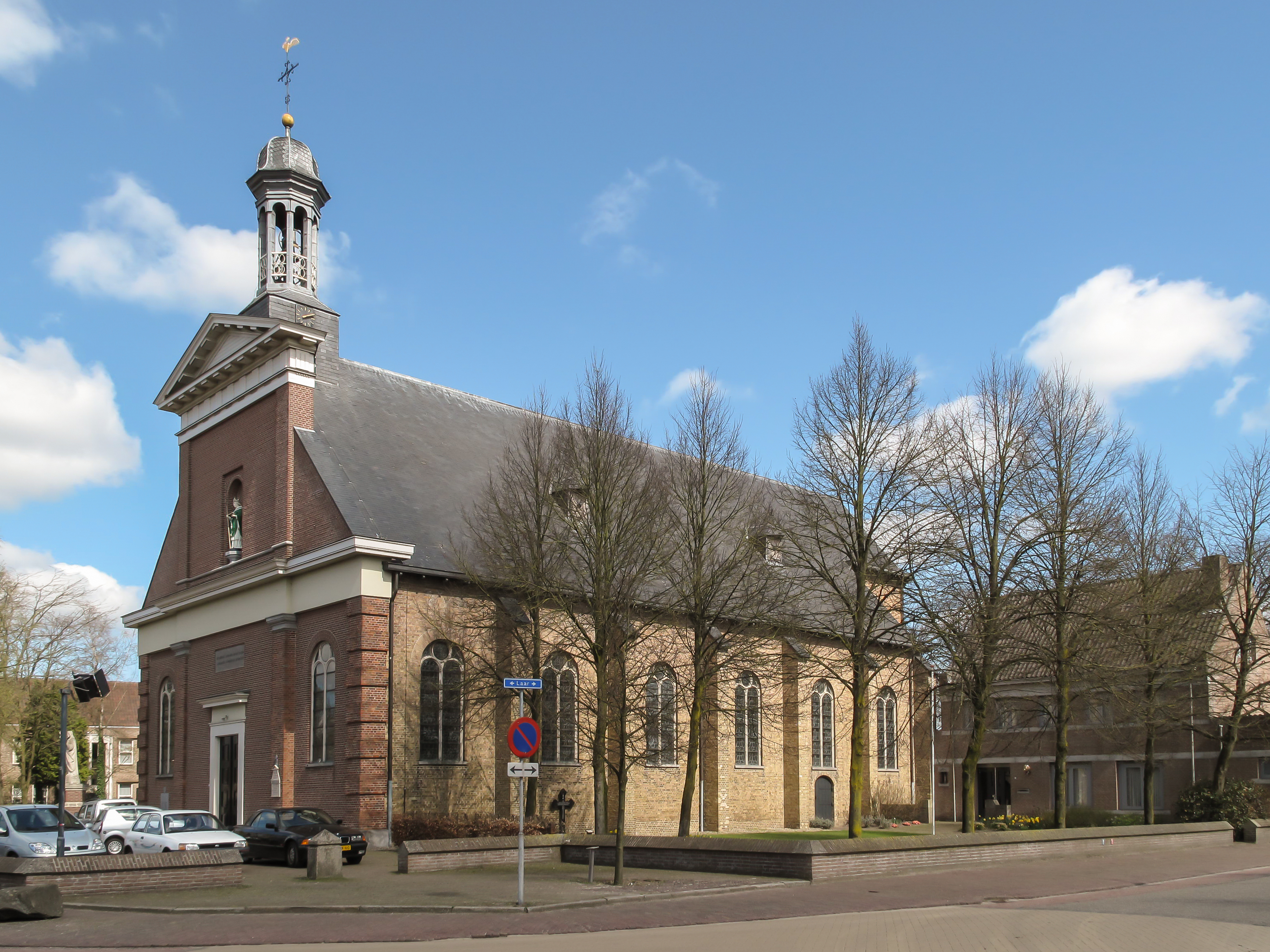
Nistelrode, Kirche
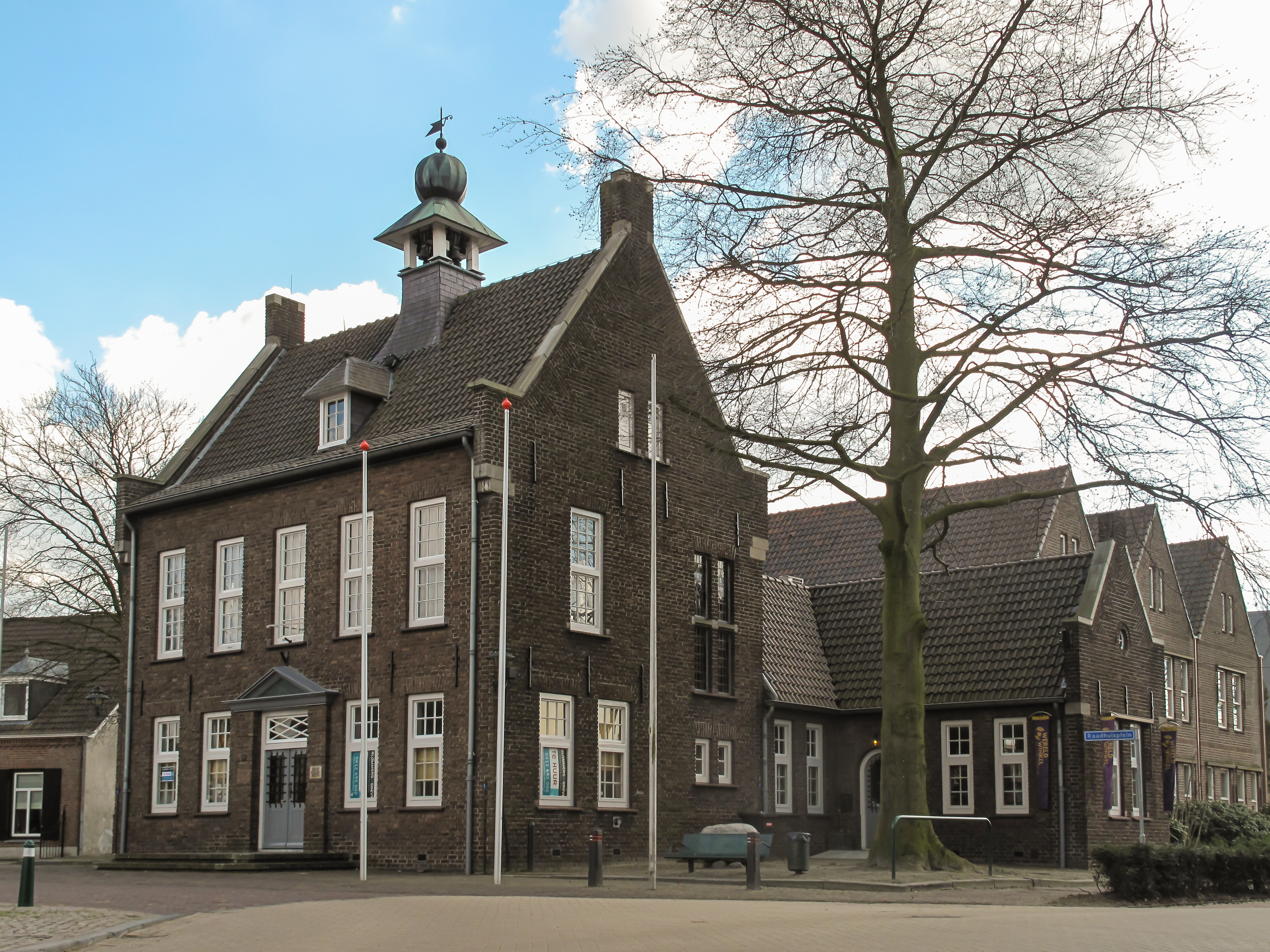
Nistelrode, ehemaliges Rathaus
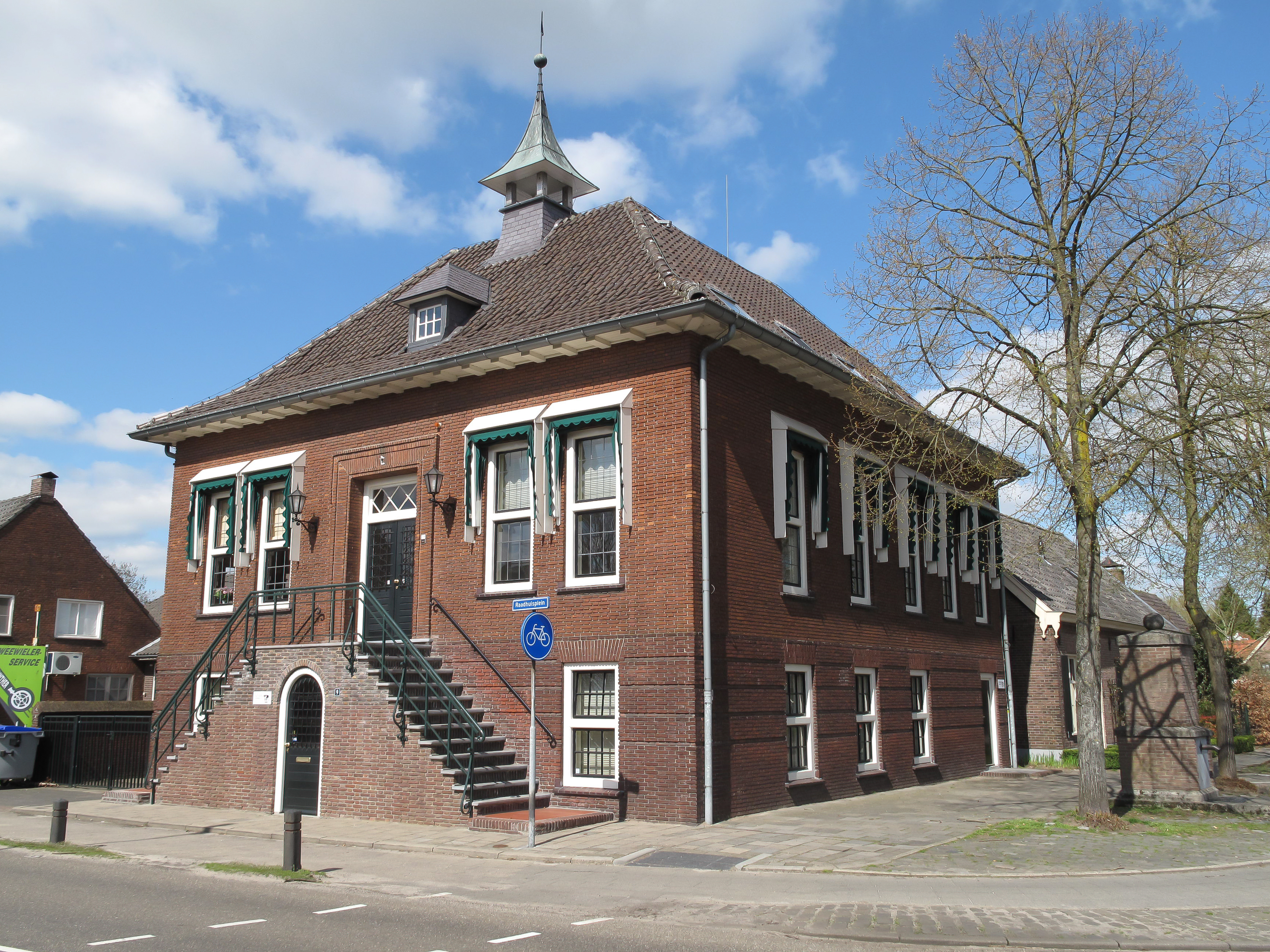
Dinther, herrschaftliches Stadthaus
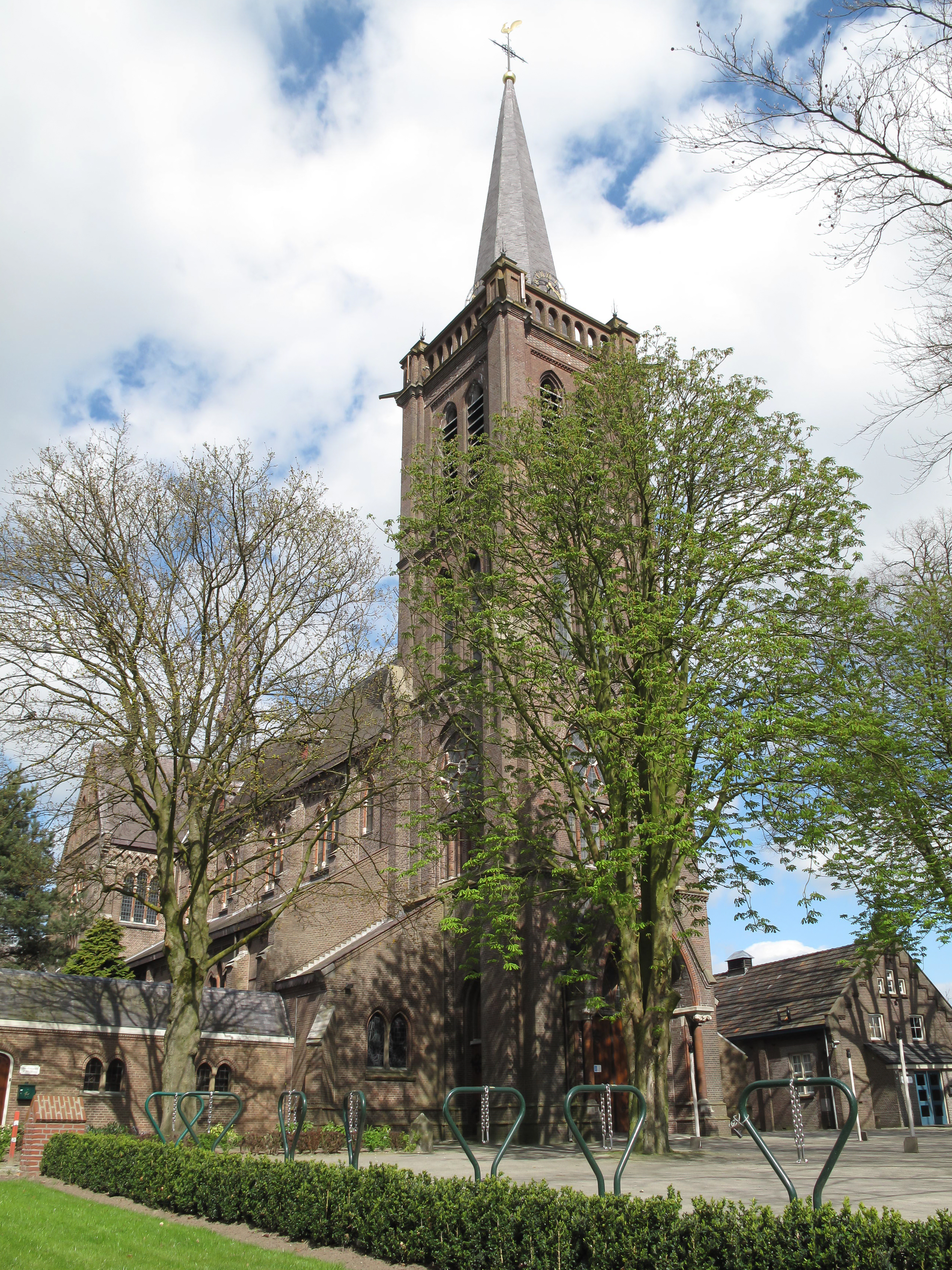
Heeswijk, Kirche
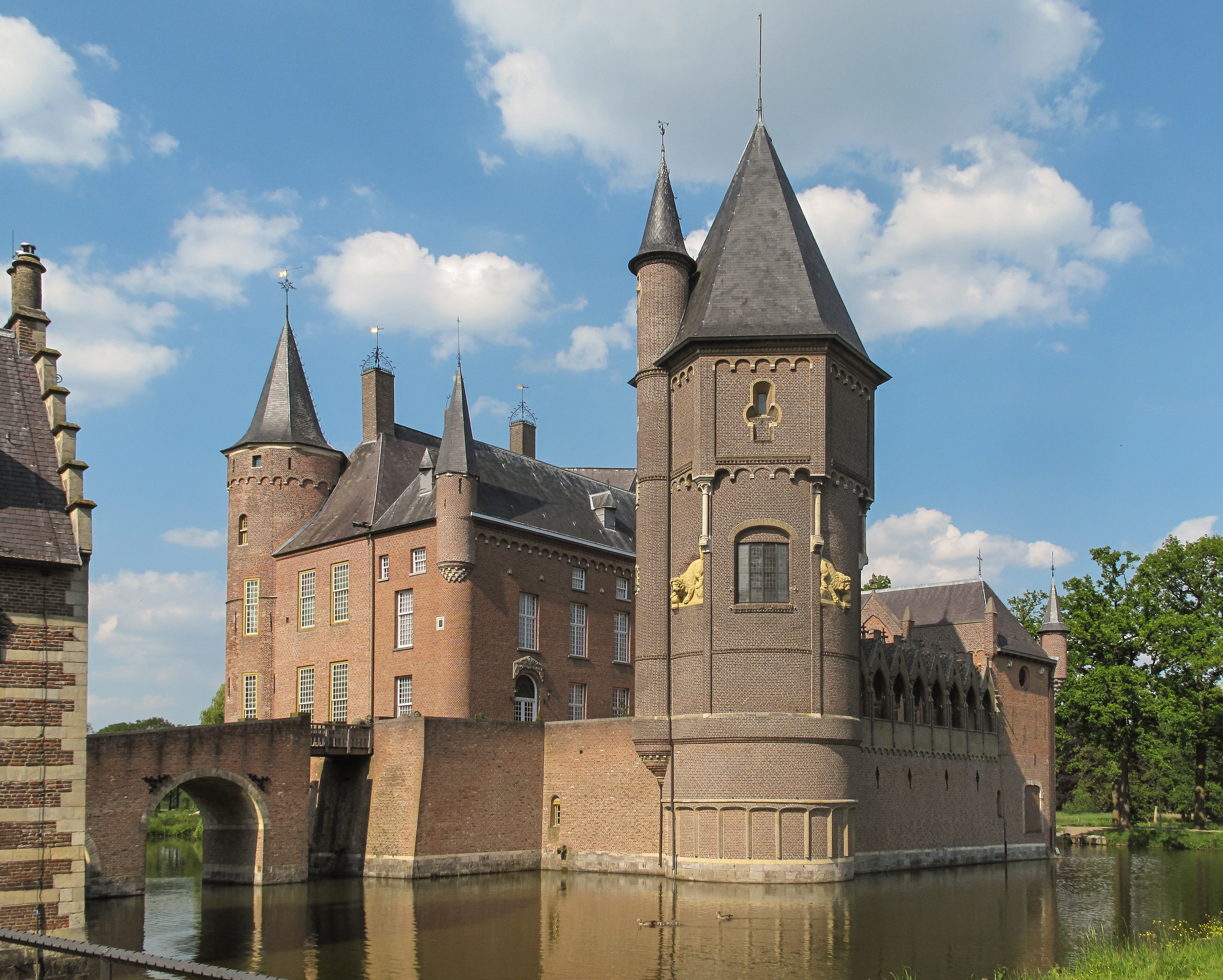
Heeswijk, Schloss

## Söhne und Töchter der Gemeinde
- Dave van der Burg (* 1993), BMX-Rennfahrer
- Vincent Janssen (* 1994), Fußballspieler
- Sjef van den Berg (* 1995), Bogenschütze
- Robin Roefs (* 2003), Fußballtorwart